# Abbenrode
Abbenrode er en kommune i Verwaltungsgemeinschaft Nordharz, i den tyske delstat Sachsen-Anhalt.
Abbenrode ligger ved floden Ecker tæt ved grænsen til Niedersachsen i det nordlige Harzvorland.